# Rivière le Fouet
Rivière le Fouet är ett vattendrag i Kanada.   Det ligger i provinsen Québec, i den sydöstra delen av landet, 300 km nordost om huvudstaden Ottawa. Rivière le Fouet ligger vid sjöarna  Lac le Fouet och Lac Wayagamac.
I omgivningarna runt Rivière le Fouet växer i huvudsak blandskog. Trakten runt Rivière le Fouet är nära nog obefolkad, med mindre än två invånare per kvadratkilometer.